# Вакула, Нинель Андреевна
Нине́ль Андре́евна Ваку́ла (10 сентября 1949, Гомель, Белорусская ССР, СССР) — советская гребчиха-байдарочница, выступала за сборную СССР в конце 1960-х — начале 1970-х годов. Чемпионка Европы и мира, трёхкратная чемпионка всесоюзного первенства, победительница регат республиканского и международного значения. На соревнованиях представляла спортивное общество «Динамо», заслуженный мастер спорта СССР (1970).

## Биография
Нинель Вакула родилась 10 сентября 1949 года в Гомеле. Активно заниматься греблей начала в раннем детстве, проходила подготовку на местной гребной базе, состояла в гомельской команде добровольного спортивного общества «Динамо».
Первого серьёзного успеха добилась в 1968 году, когда на взрослом всесоюзном первенстве завоевала золотую медаль в эстафете 4 × 500 м. Год спустя стала чемпионкой Советского Союза среди двухместных байдарок на полукилометровой дистанции. Благодаря череде удачных выступлений вошла в основной состав советской национальной сборной и удостоилась права защищать честь страны на чемпионате Европы в Москве — с байдаркой-четвёркой одолела всех соперниц и получила награду золотого достоинства.
В 1970 году на всесоюзном чемпионате Вакула была лучшей среди четвёрок. Позже, оставаясь в числе лидеров команды, отправилась на чемпионат мира в Копенгаген, где в составе экипажа, куда также вошли байдарочницы Людмила Безрукова, Тамара Шиманская и Наталья Бойко, выиграла чемпионский титул в дисциплине K-4 500 м. За это достижение по итогам сезона удостоена почётного звания «Заслуженный мастер спорта СССР»